# ウトナイ湖

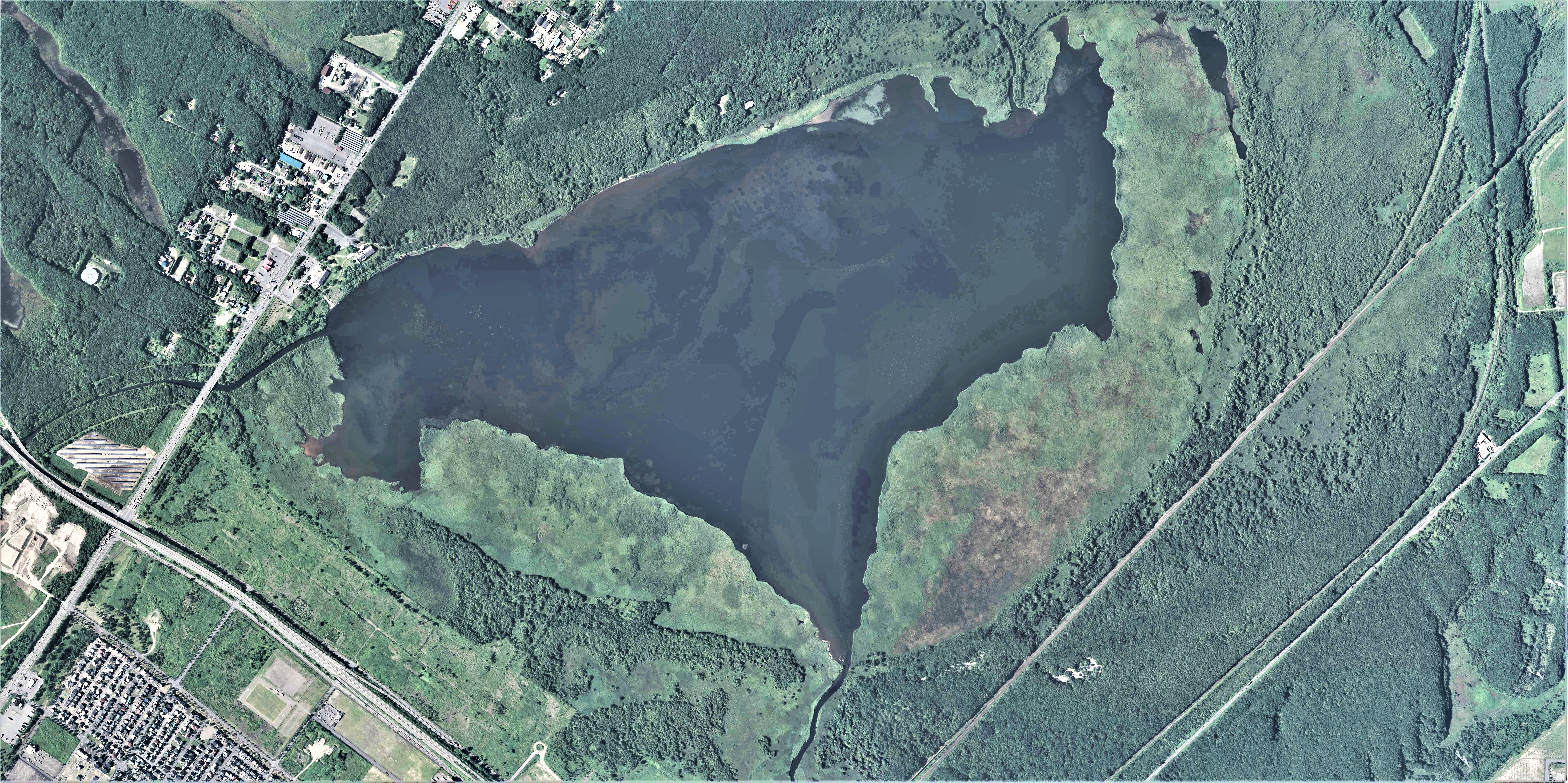
ウトナイ湖周辺の空中写真。
2018年8月6日撮影の4枚を合成作成。
。

ウトナイ湖（ウトナイこ）は、北海道苫小牧市の東部にある淡水湖。ウトナイトー（ウトナイト）、ウトナイ沼などとも呼ばれる。

## 概要
苫小牧市東部を流れる安平川水系勇払川の中流部に位置する。周囲は低湿地が広がり、沼が点在しており（弁天沼など）、ウトナイ湖はその中で最大（面積約275ヘクタール、湖岸約9キロメートル。
タヌキモやヒシなどの水生植物群落が見られ、周辺にはマコモやヨシの群落、ハンノキ林が広がる。マガンやハクチョウなど渡り鳥の中継地ともなっており、250種以上の鳥類が確認されている。2020年には約130年ぶりにタンチョウが雛を育てていることが観察された。
1981年、湖周辺の5.10km2の範囲が、日本野鳥の会によって日本初のバードサンクチュアリに指定され、翌年には国指定ウトナイ湖鳥獣保護区（集団渡来地）に指定された（面積510ha、全域が特別保護地区）。1991年（平成3年）12月12日には日本で4番目のラムサール条約登録湿地となっている。
- 流入河川 : 勇払川、美々川、オタルマップ川
- 流出河川 : 勇払川

## 現状
元は美々川と勇払川の合流する地点がウトナイ湖の1kmほど下流にあったため、流入河川、流出河川とも美々川であったが、1994年から1997年にかけて、市街地を蛇行しながら流れていた勇払川をトキサタマップ川と合わせてウトナイ湖へ流入させる河道切替工事が行われた。
ウトナイ湖周辺は、既に20世紀後半から乾燥化（湿地の草原・森林化）が顕著となっている。湖の平均水位は1960年代に2.3mあったものが、1977年には1.6mまで低下。生態系の変化がみられるようになった。湖を管理する北海道庁胆振総合振興局室蘭建設管理部は、1998年から湖下流に可動式のウトナイ堰を設置。湖水の流出量を調整を行い、乾燥化の進行をコントロールする試みを行っており、約2mの水位を維持している。
1981年に北海道で起きた水害を機に計画された、千歳川から太平洋への放水路のルートにかかっており、反対運動をしていた日本野鳥の会職員が放水路反対と切り離してラムサール条約登録へ向けた運動に乗り出した。苫小牧市長や地元である植苗地区の町内会連合会も登録に賛成し、放水路自体への反対運動も相まって結果的に放水路建設は中止された。

## 湖名の由来
湖名の由来は、アイヌ語の「ウッナイト（utnay-to）」（ウッナイの沼）。
本来、この湖はアイヌ語で、「キムウント（kim-un-to）」（山・にある・沼）あるいは「キムケト（kimke-to）」（山奥・沼）と呼ばれたが、この湖から勇払川にそそぐ川（美々川など）の様を、背骨とあばら骨にたとえ「ウッナイ（ut-nay）」（肋骨・川）と呼んだため、別名としてそのように呼ばれていたものである。
大正時代には宇都内沼（うつないぬま）と呼んでいた。

## 観光
マガンやハクチョウの集団飛来地。渡りの季節には数万羽が飛来する。また、個体のいくつかはこの地で渡らずに過ごしており、一年を通して観察できる。冬季は大部分が結氷するが、給餌を行っていることもあり一定数がこの地で留鳥となっている。
湖畔には道の駅ウトナイ湖、環境省ウトナイ湖野生鳥獣保護センター、ウトナイ湖サンクチュアリネイチャーセンターがある。
かつては、湖畔にウトナイ温泉（ウトナイレイクホテル）や遊園地（ウトナイプレイランド）、ユースホステル等もあったが、いずれも閉鎖されている。

## 交通
湖の西側を国道36号が通過している。車での所要時間は苫小牧市街から約25分、札幌市から約90分。道央自動車道の苫小牧東インターチェンジも近い。
道南バスの苫小牧市中心部と新千歳空港を結ぶ路線バスの「ウトナイ湖」または「ネイチャーセンター入口」停留所が最寄りとなる。
新千歳空港への航路のうち南からのアプローチでは湖の真上を通り、オオハクチョウの飛来期にはその姿が白い点として視認できる。